# درع المجتمع الإنجليزي 2003
درع الاتحاد الإنجليزي 2003 (بالإنجليزية: 2003 FA Community Shield)‏ هو الموسم 81 من  درع الاتحاد الإنجليزي. أقيم بتاريخ 10 أغسطس 2003، وأشرف على تنظيمه الاتحاد الإنجليزي لكرة القدم، وفاز فيه مانشستر يونايتد.